# Ladislav Iločki
Ladislav Iločki  (mađ. Újlaki László ; *pol.14.st. - †1418.), hrvatski velikaš, mačvanski ban, član obitelji Iločkih.
Dužnost mačvanskog bana obnašao je u dva navrata (21. rujna 1402. – 5. listopada 1403. i 10. veljače 1410. -  14. veljače 1418.).
Sin je bio Bartola Iločkog.
Bio je suprug je Ane Stiboriczi, kćeri Stibora, sedmogradskog vojvode. S Anom je imao petero djece: Ivana III., Stjepana III., Petra, Pavla i Nikolu.
Jedan od djedova Ladislava Iločkog bio je Nikola Kont, vlasnik orahovičkog vlastelinstva i praotac velikaške loze Iločkih, koji je obnašao visoku dužnost palatina na kraljevskom dvoru.